# Židovska općina Mostar
Židovska općina Mostar je vjerska organizacija građana Bosne i Hercegovine židovskog podrijetla. Sjedište općine je u Mostaru. 

## Povijest
Prvi Židov koji se kao građanin Mostara spominje sredinom 16. stoljeća bio je Daniel Rodriquez, a 1570. spominje se i Moše Kusin. U 18. stoljeću broj Židova se u Mostaru uvećava. Bili su to u prvom redu Sefardi koji su dolazili iz Bosne, a u doba austro-ugarske okupacije 1878. i Aškenazi iz zapadnih i istočnih dijelova Monarhije. Obje su ove skupine zadržale svoje običaje i vjerske blagdane, te jezike španjolski kod Sefarda i mađarski ili njemački kod Aškenaza. Po zanimanju Sefardi su bili pretezno obrtnici ili ugostitelji, a Aškenazi obrtnici, a dijelom i službenici novih vlasti. Židovi su u Mostaru bili vrlo brzo prihvaćeni. Nisu živjeli u getu, i stanovali su obično u blizini svojih radnji. Vrlo aktivno su sudjelovali u svim oblicima kulturnog i javnog života.
Prema prvom popisu stanovništva u Kraljevini Jugoslaviji 1921.godine u Mostaru je od 16.464 stanovnika bilo 177 Židova. Ovaj broj manji nego 10 godina ranije, bio je posljedica rata i posljeratnih migracija. Židovska općina u Mostaru je 1928. godine brojila 300 Židova. U mostarskoj gimnaziji radili su i profesori Židovi, a židovska djeca pohađala škole zajedno s ostalom djecom. U gimnaziji je do Drugog svjetskog rata ispit zrelosti položilo 16 učenika Židova, a neki od njih postali su ugledni i u javnosti poznati građani kao što je Alfred Bergman, istaknuti marksista, dr. Berta Bergman poznata liječnica i pedijatrica u Mostaru. Doktoricu Bergman su pred kraj rata ustaše odveli u logor Jasenovac i ubili. Dr. Marija Bergman – Kon, bivša zatočenica logora na Rabu, bila je poslije Drugog svjetskog rata sveučilišna profesorica u Sarajevu. Pukovnik dr. Albert Altarac bio je liječnik, borac NOB od 1941., istaknuti pravnik Filip Kohn poslije logora na Rabu partizanski borac – tenkista i general dr. Izidor Papo, kirurg. 
Cionistička aktivnost u Mostaru djelovala je od 1912. godine kada je na inicijativu Maksa Laufera grupa studenata osnovala udrugu "Kadima" (Napredak), a značajan doprinos radu udruge dao je Abraham Abo Koen. Aktivnost udruge je bila skupljanje priloga za "Karen Kajamet" (izraelska organizacija za obnovu) i pomaganje školovanja židovske djece. U doba velike svjetske ekonomske krize koja je trajala od 1929. do 1934. rad društva "Kadima" se potpuno ugasio. Židovi su također bili aktivni u športskom životu Mostara. Prvu nogometnu loptu donio je Bernard Leichner direktor Mađarskog trgovačkog muzeja u Mostaru. U nogometnom klubu "Velež" bilo je više istaknutih igrača Židova kao što je Oskar Mandlbaum, Almir Altarac – Cibili i Miko Kamhi. Raphailo Danon se u zanimljivoj mostarskoj tradiciji spominje kao "Admiral Togo", komandant svih plaža na Neretvi. Ovaj se naslov dodjeljivala poslije strogih ispita hrabrosti (u skokovima u vodu), plivanju, ronjenju i spasavanju davljenika.

### Holokaust
Uspostavljanjem Nezavisne Države Hrvatske (NDH) doneseni su rasni zakoni koji su određivali mjere protiv Židova. Počela su uhićenja i odvođenja u logore, a i fizičke likvidacije. U Mostaru, iako je grad administrativno bio u sastavu NDH, represivne mjere protiv Židova nisu započete kao u drugim dijelovima NDH. Talijanska vojska ušla je u Mostar 17.travnja 1941.godine, gotovo istodobno kada i Nijemci. Nijemci su ubrzo otišli, a Talijani u Mostaru držali vojnu i civilnu vlast do razgraničenja između Italije i NDH. Preuzimanje vlasti NDH uslijedilo je 28.svibnja. Prema Židovima vlasti su odmah počele provoditi rasne zakone koji su već provođeni u drugim dijelovina NDH. Otpuštani su iz državne službe, zabranjen im je pristup na javnim mjestima, djeca su izbačena iz škola, a nekoliko ih je bilo uhićeno i odvedeno u logore. Žene su, po nekoliko njih, morale svakodnevno odlaziti na prisilni rad. U zidovskim radnjama postavljeni su povjerenici i na vidljivim mjestima stajao je natpis "zidovska tvrtka". Židovi su na ulici obilježeni žutim znakovima s natpisom "Židov". Žuti su znakovi podizani u policiji uz naplatu koja nije bila mala. Mnoge su žene prodavale obiteljski nakit da bi ih obitelji mogle platiti, što je također bio teški namet siromašnim ljudima. U velikoj raciji u noći 19. na 20. srpanj odvedeni su uz, pretežno Srbe, i nekoliko Židova. Neki su bili odvedeni od kuća, neki pokupljeni s ulice, a neki su odvedeni s radnih mjesta.
Ipak, osim prvih racija, masovnog odvođenja u logore i fizičkih likvidacija u Mostaru nije bilo radi neposrednog prisustva Talijana. U prvo vrijeme Talijani nisu sprječavali progon i postupke nove vlasti, ali od kolovoza 1941. njihov se odnos promijenio. Dio mostarskih Hrvata s negodovanjem je gledao na mjere NDH vlasti. Neki su na ulici javno prilazili Židovima izražavajući solidarnost s njima. Vojnu vlast u Mostaru Talijani su ponovno preuzeli 4.rujna 1941. godine. U rukama NDH ostala je samo civilna administracija, policija i domobranstvo. Ali ta je vlast bila podređena talijanskim odredbama. Za Židove je nastalo razdoblje relativne sigurnosti. Budući da je u Mostaru ipak bilo sigurnije, židovske izbjeglice iz Bosne, a pretežno Sarajeva, sve su više dolazile u Mostar. Svi su oni željeli se spasiti od NDH i ustaške administracije i prijeći u talijansku anektiranu zonu. Najčesće se nastojalo doći do Splita u okrilje tamošnje židovske općine koja je pokazala veliku aktivnost i bila jako angažirana oko pomoći izbjeglicama. Mostar je u tom pogledu bio izbjeglicama kao neka tranzitna stanica. Najveći priliv izbjeglica bio je od jeseni 1941. godine. 
Za dolazak u Mostar koristilo se različite načine, od dolaska s obaveznim propusnicama do ilegalnog ulaska u grad. Nema točne evidencije koliko je Židova na ove načine ušlo u Mostar. Prema nekim procjenama taj se broj kreće oko 2.000, dok je po nekim podacima bilo i znatno više. 
Na jesen 1942. talijanske vlasti su odlučile internirati sve mostarske i pridošle Židove. Smatralao se da je i Židovska općina u Mostaru bila sklona takvom rješenju, jer je u Mostaru bio stalan pritisak vlasti da se židovske izbjeglice vrate u svoja mjesta. Nasuprot tome, Talijani su odlučili Židove smjestiti u svoje anektirano područje i da ne budu direktno u području gdje je bila civilna vlast Nezavisne Države Hrvatske. Negdje krajem mjeseca listopada, u Mostarskoj sinagogi objavljeno je gdje se odlazi, datum odlaska i raspored tko odlazi u koji logor. Židovi iz Mostara, domaći i izbjeglice, određeni su dijelom u Kupare kod Dubrovnika, a dijelom na otok Lopud također u neposrednoj blizini Dubrovnika. Ta su dva mjesta činila, kako se kasnije nazivalo Dubrovački logor.

### Židovska općina Mostar
Židovska općina u Mostaru je nakon Holokausta opstala i pred početak rata u Bosni i Hercegovini, u svome članstvu imala je oko 300 Židova. Nakon rata broj ih se dosta smanjio, pa danas u Mostaru živi oko 30-etak Židova, i iako ih je brojčano malo, ovaj dio grada zaživi najviše tijekom blagdana kada se svi okupe. Svi oni su članovi Židovske općine u Mostaru koja se trudi čuvati kulturu i nasljeđe kroz sastajanje u iznajmljenim prostorijama gdje obilježavaju židovske blagdane, organizacijom izložbi za židovskom tematikom, te sudjelovanjem na predavanjima i događajima s ostalim vjerskim zajednicama. Židovska općina u Mostaru se većinom financira od Svjetske židovske organizacije, a novčana sredstva se prikupljaju i dobrovoljnim prilozima. 
Godine 1999. godine, na gradskom židovskom groblju u Mostaru, podignut je memorijal Židovima žrtvama Holokausta, u znak počasti za 137 stradalih članova židovskih obitelji iz Mostara.

## Mostarska sinagoga
U Mostaru je 1889. postojala sinagoga, a nastala je preuređenjem objekta koji je prije toga služio za odlaganje sijena. Ta sinagoga je bila zajednička za Seferde i Aškenaze, a predstavlja i prvu općepoznatu zajednicu takve vrste u Europi. Tada se pokazala potreba za izgradnjom većeg objekta, te je formiran Odbor za izgradnju. Gradnja nove sinagoge je odobrena 1904. godine. u sinagogi je za aškenaških praznika bogosluženje obavljao hazan Josef Fischbein, a za sefardskih hazan Maestro. Židovsko groblje u gradskom predjelu Zalik je prema zemljišnim knjigama u uporabi od kraja 1870.godine. Predsjednik židovske zajednice u Mostaru bio je do 1911. godine Sefard Mose Koen. Zatim, za predsjednika je izabran njegov sin David. Tijekom Drugog svjetskog rata sinagoga je porušena, a nakon rata je prenamijenjena u Kazalište lutaka. Židovska općina u Mostaru je 1952. poklonila sinagogu Gradu Mostaru te ju je on iste godine obnovio i nadogradio dva krila. 
Mostar je 1966. odobrio novu lokaciju, kao i projekt izgradnje nove sinagoge u okviru Židovskog kulturnog centra koji i danas čeka potrebne dozvole nakon što je kamen temeljac postavljen još 2001. godine. Međutim, promjenom vlasti u tom gradu ništa nije uzrađeno na projektu izgradnje Židovskog centra sa sinagogom. Realizacijom tog projekta Mostar bi bio treći grad u svijetu, pored Jeruzalema i Sarajeva, koji bi u krugu od 150 metara vazdušne linije imao sinagogu, džamiju, pravoslavnu i katoličku crkvu.

## Vanjske poveznice
- Čuvari kulture: Mostarski Židovi u borbi za očuvanje naslijeđa